# 高知松山自動車道
高知松山自動車道（こうちまつやまじどうしゃどう）は、高知県吾川郡いの町枝川の枝川ICから愛媛県松山市北井門町の松山自動車道 松山ICに至る地域高規格道路である。

## 概要
高知松山自動車道は高知市と松山市を結ぶ国道33号の抱える課題を解消し、地域間の広域交流と地域連携を支援するための道路である。
現道の国道33号は高知市と松山市を結ぶ大動脈であるにもかかわらず、ほとんどの箇所で山間部を縫うように進むため線形不良箇所が多く、冬季の積雪や凍結による危険や、台風シーズンなどの降雨の通行制限区間も存在している。高知松山自動車道の整備によってこうした通行危険個所が解消され、両都市間の移動時間短縮と定時性確保が期待されるだけでなく、山間部の住民の緊急医療施設へのアクセス向上が見込まれる。
地域高規格道路は原則自動車専用道路であるが、2003年（平成15年）に構成要件が一部緩和され一般道路としての整備も可能になったため、高知松山自動車道の一部区間は一般道路の規格で整備されている。しかしながら、歩道と車道は他の一般道路と違い安全柵等により完全に分離している。

## 歴史
- 1994年（平成6年）12月16日：地域高規格道路の計画路に指定。
- 1995年（平成7年）8月23日：越知道路 野老山地区、三坂道路が整備区間に指定。
- 1997年（平成9年）
  - 初頭：松山南道路 松山IC付近 - 松山市森松 間開通。
  - 9月10日：越知道路 野老山地区以外、高知県吾川郡吾川村（現・吾川郡仁淀川町）- 愛媛県上浮穴郡柳谷村（現・上浮穴郡久万高原町）間（2 km）が調査区間に指定。
  - 12月：高知西バイパス 伊野IC - 枝川IC間開通。
- 1999年（平成11年）12月17日：一般道路として整備予定だった高知西バイパス 2期区間が高知松山自動車道に編入され調査区間に指定。
- 2000年（平成12年）12月20日：越知道路の整備区間が東側に延伸。また、高知西バイパス 2期区間が整備区間に指定。
- 2004年（平成16年）8月26日：越知道路 野老山トンネル貫通。
- 2006年（平成18年）
  - 6月2日：三坂道路 三坂第1トンネル貫通。
- 2007年（平成19年）
  - 4月25日：三坂道路 三坂第2トンネル貫通。
  - 6月9日：越知道路 野老山地区暫定開通（高知松山自動車道としての事業では初めての開通）。
- 2012年（平成24年）
  - 3月17日：三坂道路 開通。
  - 12月22日：高知西バイパス 天神IC - 鎌田IC間開通[1]。
- 2016年（平成28年）3月5日：高知西バイパス 枝川IC - 天神IC間開通[2]。
- 2020年（令和2年）1月25日：橘防災（橘中津トンネル）開通[3]。
- 2021年（令和3年）12月4日：高知西バイパス 鎌田IC - 波川間開通[4]。
- 2023年（令和5年）6月10日 - 越知道路 2工区のバイパス区間延長1.8 kmが開通[5]。

## 建設状況
国道33号最大の難所である三坂峠や線形不良地区から順次整備されている。

### 開通区間
- 高知西バイパス 2期区間 枝川IC - 波川間
  - 道路規格 : 第4種1級
  - 設計速度 : 60 km/h
  - 車線数 : 暫定片側1車線
  - 計画交通量 : 33,800台/日
- 越知道路の事業延長4 kmの内、野老山地区の1 kmおよび2工区の3 km
  - 道路規格 : 第3種第2級
  - 設計速度 : 60 km/h
  - 車線数 : 暫定片側1車線（歩道あり）
  - 計画交通量 : 10,700台/日
- 三坂道路
  - 道路規格 : 第1種第3級
  - 設計速度 : 80 km/h
  - 事業延長 : 7.6 km
  - 計画交通量 : 8,900台/日

## インターチェンジなど
- IC番号欄の背景色が■である部分については道路が供用済みの区間を示している。また、施設名欄の背景色が■である部分は施設が供用されていない、または完成していないことを示す。未開通区間の名称は仮称。
- （数字）は、他路線の番号。<数字>は、予定番号。
- 英略字は右に記載。 IC：インターチェンジ

| IC 番号                               | 施設名   | 接続路線名                                      | 起点 から | 終点 から | 備考                         | 所在地 | 所在地                    |
| ------------------------------------- | -------- | ----------------------------------------------- | --------- | --------- | ---------------------------- | ------ | ------------------------- |
|                                       | 伊野IC   | 国道33号、E56 高知自動車道                      |           |           |                              | 高知県 | 吾川郡いの町枝川          |
| 高知西バイパス                        |          |                                                 |           |           |                              | 高知県 | 吾川郡いの町枝川          |
|                                       | 枝川IC   | 国道33号                                        | 0.0       | 5.5       | 高知松山自動車道の正式な起点 | 高知県 | 吾川郡いの町枝川          |
|                                       | 是友IC   |                                                 |           |           | 高知方面出入口のみ           | 高知県 | 吾川郡いの町是友          |
|                                       | 天神IC   |                                                 |           |           |                              | 高知県 | 吾川郡いの町天神          |
|                                       | 鎌田IC   |                                                 |           |           | 高知方面出入口のみ           | 高知県 | 吾川郡いの町鎌田          |
|                                       | 波川IC   | 国道33号                                        | 5.5       | 0.0       |                              | 高知県 | 吾川郡いの町波川          |
| いの - 越知間で計画段階評価手続き完了 |          |                                                 |           |           |                              |        |                           |
| 越知道路                              | 越知道路 | 越知道路                                        | 4.0       | 4.0       | 建設中、一部区間開通済み     | 高知県 | 高岡郡越知町              |
| この間予定区間                        |          |                                                 |           |           |                              |        |                           |
| 三坂道路                              | 三坂道路 | 三坂道路                                        | 7.6       | 7.6       |                              | 愛媛県 | 上浮穴郡久万高原町 松山市 |
| この間予定区間                        |          |                                                 |           |           |                              |        |                           |
|                                       | 松山IC   | 国道33号、E11 / E56 松山自動車道 松山外環状道路 |           |           | 高知松山自動車道の終点       | 愛媛県 | 松山市北井門町            |

## 構造物
- 野老山トンネル：340 m
- 三坂第1トンネル：3,097 m
- 三坂第2トンネル：1,300 m
- 新仁淀川橋